# Caldecote (Huntingdonshire)
Pour les articles homonymes, voir Caldecote.
Caldecote est un village du Cambridgeshire, en Angleterre.